# 吴杰故居
29°57′11.535″N 121°42′45.014″E / 29.95320417°N 121.71250389°E
吴杰故居是中国浙江省宁波市镇海区的一处民居，为中法战争时期镇海炮台守备吴杰的故居。故居位于镇海区胜利路与人民路交叉口，占地面积1869平方米，由东西两院构成。1996年，吴杰故居与其他镇海口海防设施一道被列入第四批全国重点文物保护单位中的镇海口海防遗址项目。

## 概况
吴杰，字吉人，安徽歙县人，幼居龙游，后加入左宗棠军与太平天国作战，官至都司，代任常山千总。1878年起任镇海炮台守备。1884年3月3日中法战争镇海之战开战后，吴杰亲自开炮击中法国装甲舰，被时任巡抚刘秉璋称为“忠勇有功之将”。中法战争结束后，吴杰与宁波同知杜冠英一道主持新建、改建了宏远、平远、安远等炮台。1894年，吴杰再度任职镇海，遂举家定居。在任上，吴杰保护商民，被尊为“吴大佬”，死后葬东冈碶后山（今属北仑区小港街道）。
吴杰故居由东院和西院两部分构成。西院门牌号为胜利路26号，建于光绪十二年（1886年）。建筑设有砖雕台门，内部分为前后两进，正屋面阔三间两弄，两侧有厢房，斗拱、月梁有木雕。后进设花厅，原为会客场所，部分西偏平屋曾因胜利路拓宽而被拆除。东院门牌号为人民路36号，建于光绪二十一年（1895年），分为内外两进。前进为幕僚房，后进为正屋，两进间有内门。正屋面阔三间两弄，木构件多施以雕刻。所有房屋均为穿斗式。两院间原有其他房屋，2001年拆除并建S形走廊及花园。

## 保护与利用
1989年，吴杰故居随威远城等海防遗迹一起以“镇海口海防遗迹”被列入浙江省文物保护单位，1996年提升为全国重点文物保护单位。建筑曾于2000年重修。2014年，建筑进行大修，主要为粉刷墙面、替换糟朽木构件、防治白蚁等。
吴杰故居西院当下辟为吴杰纪念馆，东院当下辟为镇海美术馆。

## 图片
- 全国重点文物保护单位标志
- 西院大门
- 西院前进
- 西院后进
- 东院大门
- 东院内大门和边厢
- 东院内大门门楼内侧
- 东院正屋
- 两院间花园